# Fiat CR.32
Le Fiat CR.32 est un avion de chasse biplan italien, utilisé pendant la guerre d'Espagne et la Seconde Guerre mondiale.

## Conception
Le biplan de cet avion est caractérisé par une envergure de l'aile inférieure largement plus réduite que celle de l'aile supérieure. Il était apprécié par les pilotes pour son excellente manœuvrabilité[réf. nécessaire]. Le premier prototype vola le 28 avril 1933 et la production de série commença un an plus tard.
Issu du CR.30, sa conception est également due à Celestino Rosatelli. Il conserve la même structure en tubes métalliques (aluminium et acier) recouverte de tissu.

## Engagements
Guerre d'Espagne : 400 unités, engagées dans les unités nationalistes espagnoles et le corps de volontaires fascistes italiens ; 300 victoires, 132 avions perdus dont 73 au combat.
Ils furent aussi engagés pendant la campagne d'Afrique de l'Est.
Le dernier exemplaire de l'armée espagnole a volé jusqu'en 1957.

## Utilisateurs
République de Chine
- Ce fut le premier client étranger, qui en commanda 16 exemplaires en 1933. Seule différence : les mitrailleuses Vickers. Ils participèrent à la bataille contre l'armée japonaise d'invasion entre 1934 et 1936. Considérés par l'Armée chinoise comme bien supérieurs aux biplans Curtiss Hawk (en)[réf. nécessaire], ce sera l'épine dorsale de l'aviation de chasse chinoise de l'époque.

 Hongrie 1940-1945
- Force aérienne de Hongrie : 76 exemplaires achetés entre 1935 et 1936, destinés principalement à l’entraînement des pilotes de chasse. En mars 1939 ils prendront part à l'offensive hongroise contre la Tchécoslovaquie.

 Autriche
- 45 exemplaires du Fiat C.R.32bis furent commandés en 1936. Après l'Anschluss et l'absorption dans la Luftwaffe de l'Aviation autrichienne, les 36 exemplaires encore en service furent revendus à la Hongrie.

 Paraguay
- 10 exemplaires commandés en 1937, mais jamais livrés.

 Espagne 1939-1945
- 60 Fiat C.R.32ter seront livrés en 1937, 27 Fiat C.R.32quater en 1938. En 1939, à la fin de la guerre civile espagnole, l'Aviation Légionnaire Italienne cèdera à l'Espagne ses propres Fiat C.R.32. L'Aviación di Siviglia produira 100 Fiat C.R.32 sous licence, avec l'appellation Hispano Ha 132L Chirri. La production prendra fin en 1942. Nombre de ces appareils étaient encore en service en 1953 et utilisés pour l'entrainement acrobatique.

 Venezuela 1930-2006
- 10 Fiat C.R.32quater furent achetés entre 1938 et 1939.

## Variantes
- Fiat C.R.32bis : version avec 2 mitrailleuses Breda-SAFAT de 7,7 mm sur l'aile inférieure, en complément des deux placées sur le fuselage. Sur de nombreux exemplaires, les mitrailleuses des ailes furent déposées pour réduire la masse. Version produite à partir de 1935 à 328 exemplaires.
- Fiat C.R.32ter : 2 mitrailleuses de 12,7 mm sur le fuselage, à la place des deux de 7,7 mm. version produite à 103 exemplaires.
- Fiat C.R.32quater : version allégée du C.R.32, produite à 298 exemplaires jusqu'en 1939.
- Fiat C.R.33 : moteur Fiat AC.33RC de 700 ch (514,8 kW). Vitesse maximum : 412 km/h à 3 500 m[1]. Seulement trois prototypes furent construits.[réf. nécessaire]
- C.R.40 : un prototype propulsé par un moteur radial Bristol Mercury IV .
- C.R.40bis : un seul prototype
- C.R.41 : un seul prototype